# Orde van Verdienste voor de Luchtmacht (Brazilië)
De Orde van Verdienste voor de Luchtvaart (Portugees:"Ordem do Mérito Aeronáutico") is een op 1 november 1943 ingestelde Braziliaanse Ridderorde die voor de luchtmacht bestemd is. De Orde wordt ook verleend aan burgers en vreemdelingen die zich voor de Braziliaanse luchtmacht verdienstelijk maakten. 
De Orde kent vier graden:
- Grootkruis
- Grootofficier
- Commandeur
- Ridder

Het lint is donkerblauw met vier smalle witte strepen.

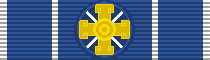
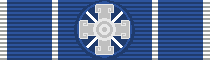
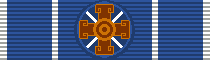
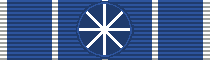
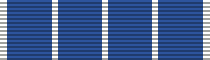
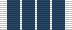